# Caesarius van Heisterbach

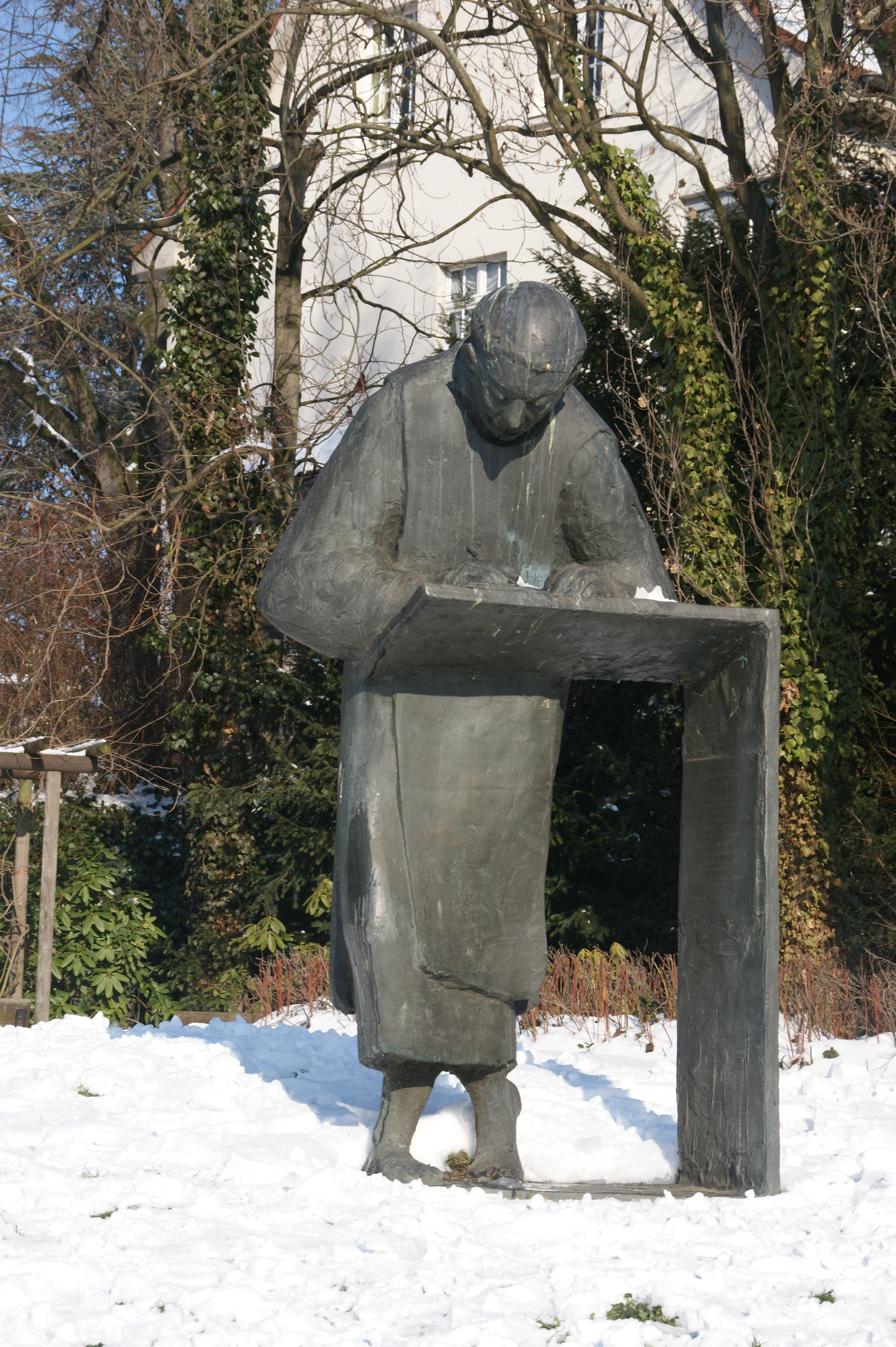
Standbeeld ter ere van Caesarius van Heisterbach. Foto gemaakt door Ernemann Sander in Königswinter-Oberdollendorf

Caesarius van Heisterbach (ca. 1180 - ca. 1240) was monnik en novicemeester van de cisterciënzer abdij Heisterbach in het Zevengebergte dicht bij Oberdollendorf ten zuiden van Bonn in Duitsland. Waarschijnlijk vervulde Caesarius tot 1222 het ambt van novicemeester in de abdij van Heisterbach. Dat Caesarius ook nog enige tijd prior van de abdij van Heisterbach zou zijn geweest, berust op een misvatting.

## Verteller
Caesarius geldt als een van de beste vertellers van de Middellatijnse literatuur. Zijn heldere en tegelijkertijd levendige schrijfstijl en zijn voorliefde voor dialogen in de directe rede zorgen ervoor, dat zijn verhalen ook vandaag de dag nog verrassend onderhoudend zijn. Zijn oeuvre omvat naast een groot aantal prekenbundels en Bijbelcommentaren een tweetal heiligenlevens, respectievelijk van de Keulse aartsbisschop Engelbert van Keulen en landgravin Elisabeth van Thüringen. Zijn grote faam dankt Caesarius echter aan twee grote verzamelwerken van exempla: de Dialogus miraculorum en de Libri VIII miraculorum. Van dit laatste werk, door Caesarius bij aanvang op acht boeken begroot, heeft hij slechts twee boeken afgerond.
Vooral de Dialogus genoot onder de inwoners van het Rijnland en de Nederlanden een grote populariteit. Zijn exempels zijn, al dan niet in bewerkte of aangepaste vorm, terug te vinden in tal van Latijnse en Middelnederlandse werken uit de latere Middeleeuwen. Een van de beroemdste voorbeelden hiervan is ongetwijfeld het verhaal over de kosterin Beatrix, de Beatrijs van het latere Middelnederlandse dichtwerk.

## Levensloop
Verreweg de meeste informatie over het leven van Caesarius van Heisterbach, komt van de schrijver zelf. Verspreid over zijn oeuvre maakt Caesarius sporadisch melding van gebeurtenissen die hij zelf heeft meegemaakt. Daardoor weten we dat Caesarius omstreeks 1180 moet zijn geboren in het Rijnland, naar alle waarschijnlijkheid in Keulen of in de directe omgeving van deze stad. In de verhalen die Caesarius over zijn eigen jeugd vertelt, neemt de stad Keulen een prominente plaats in.
In de periode tussen 1188 en 1198 ontving Caesarius lager en hoger onderwijs. Hij begon zijn studie aan de school van het Keulse Sint Andreaskapittel. Hierna begon Caesarius met een studie theologie aan de Keulse Domschool. Op enige moment moet Caesarius van Heisterbach de priesterwijding hebben ontvangen, maar het blijft onduidelijk of dit voor of na zijn intrede in het klooster Heisterbach is gebeurd.
Vrijwel direct na het afronden van zijn studie werd Caesarius monnik. In een van de spaarzame verhalen die hij over zichzelf vertelt, maakt Caesarius melding van deze bekering. Tijdens een gezamenlijke reis van Walberberg naar Keulen vertelde abt Gevaard van Heisterbach hem een wonderbaarlijke geschiedenis die de monniken van Clairvaux ten deel was gevallen. Tijdens het oogsten waren zowel de heilige Maria, Maria Magdalena als de heilige Anna aan de monniken verschenen en hadden hen het zweet van de gezichten gewist en hun koelte toegewuifd. Dit verhaal, dat in verschillende vormen de ronde deed binnen de cisterciënzer orde, maakte een diepe indruk op de jonge Caesarius en hij beloofde de abt dat hij monnik zou worden in zijn klooster.
In 1199 trad hij in bij de cisterciënzerabdij van Heisterbach. Caesarius moet destijds tussen de achttien en twintig jaar zijn geweest. Hij zou - op enkele reizen na - de rest van zijn leven in Heisterbach blijven. Hij stierf omstreeks 1240.

## Caesarius en het exempel
Caesarius van Heisterbach legde zich hoofdzakelijk toe op het schrijven van exempla: korte, voorbeeldige verhalen die een godsdienstig thema illustreren, en als waar gebeurd worden gepresenteerd. Maar vaak beoogde hij meer dan verduidelijking alleen: met zijn exempels wilde hij bepaalde christelijke waarheden bevestigen, dan wel bewijzen.
Caesarius van Heisterbach staat samen met Odo van Chériton en Jacobus van Vitry aan de wieg van de Middellatijnse exempelliteratuur. Hij was een van de eersten die exempla als integraal onderdeel gebruikte voor de prediking. Volgens historicus Fritz Wagner moet het werk van Caesarius van Heisterbach worden beschouwd als “verhalende theologie”. Dat wil zeggen, dat Caesarius theologische en ethische problemen niet theoretiseert of abstracter maakt, maar juist aan de hand van voorbeeldige verhalen laat zien wat juist is. Daarvoor gebruikte hij het liefst betrouwbare verhalen uit zijn eigen tijd. Hij vermeldde bij zijn verhalen naar beste vermogen personen en plaatsen, tijdstippen en zegslieden, hoewel hij hier soms wat slordig mee omsprong.
In de proloog van de Dialogus miraculorum maakt Caesarius duidelijk dat hij de verhalen wil vertellen van wonderlijke gebeurtenissen die zich in zijn tijd en in zijn orde hadden voorgedaan. Zijn verhalen waren in de basis bedoeld voor novicen, conversen en monniken die rijk waren in genade, maar arm van geest. Want juist die groep was over het algemeen niet in staat de ingewikkelde allegorische Bijbelverklaringen te begrijpen. Voor hen verzamelde Caesarius wonderverhalen en noteerde of onthield hij de verhalen die hij her en der van medebroeders, of op zijn incidentele reizen te horen kreeg.

## DeDialogus miraculorum
Caesarius begon direct na het voltooien van zijn eerste homiliebundel, de Omelie morales XVIII de infancia Salvatoris, met het schrijven van de Dialogus miraculorum. Hij heeft er ruim vijf jaar aan gewerkt. In de proloog vertelt Caesarius dat hij als novicemeester gewoon was de novicen te vertellen over allerlei wonderlijke dingen die in ‘onze orde en onze tijden’ voorgevallen waren en nog dagelijks voorvielen. Sommigen hadden hem met klem gevraagd of hij deze verhalen niet wilde boekstaven. Met gepaste, en voorgewende tegenzin, zette hij zich na een bevel van zijn abt en de abt van Marienstatt aan dit werk. De Dialogus miraculorum werd geschreven tussen 1219 en 1223, met een eindredactiefase in 1224.
Het werk telt 746 kapittels verdeeld over twaalf afdelingen met ieder een eigen thema. Deze thema's zijn achtereenvolgens:
- de bekering (tot het monastieke leven),
- het berouw,
- de biecht,
- de verzoeking,
- de demonen,
- de deugd van de eenvoud,
- de heilige maagd Maria,
- verschillende visioenen,
- het sacrament van het Lichaam en Bloed van Christus,
- wonderen,
- de stervenden,
- straf en beloning der gestorvenen.

Caesarius werkte in de Dialogus de exempla om tot een dialoog tussen een vragende novice en een monnik die de vragen van de novice beantwoord. Door te kiezen voor een dialoogvorm gaf Caesarius de Dialogus het karakter van een leerboek mee. De historicus F. Tewes heeft gewezen op het feit dat de schijnbaar willekeurige opbouw van de afdelingen zich tot elkaar verhouden als fundament en bovenbouw. De eerste zes afdelingen handelen over het meritum: de dienstbaarheid en plichten van een monnik, terwijl de laatste zes afdelingen handelen over het praemium: de beloning die een dienstwillige monnik te wachten stond.
De Dialogus is dan ook meer dan een verzameling willekeurige wonderverhalen. Ruim tweeënvijftig kapittels van het boek zijn gewijd aan beknopte en heldere theoretische uiteenzettingen van theologische kwesties. Mede daardoor kan het werk worden beschouwd als een inleiding in de middeleeuws-christelijke geloofs- en zedenleer vanuit cisterciënzer perspectief.

## Titivillus
Caesarius is ook bekend vanwege de stelregel over de opkomst en ondergang van kloosters. Hij schreef dat welvaart en discipline in een klooster niet samengaan, en dat de welvaart de discipline ondermijnt.
In zijn werk komen we ook voor het eerst de naam van de demon Titivillus tegen. Deze demon veroorzaakte de typografische fouten in het werk van schrijvers.

## De Abdij van Heisterbach
De abdij werd ontbonden in 1803 waarbij de bibliotheek en archieven werden overgedragen aan de stad Düsseldorf. Het klooster en de kerk werden verkocht en vervolgens in 1809 afgebroken. Op dit moment zijn alleen de apsis en de ruïnes van het koor overgebleven. In 1820 verwierf Graaf Ernst Zur Lippe-Biesterfeld het kloosterterrein en liet het omvormen tot een landschapspark naar Engels model. Op het terrein vindt men nog het mausoleum dat Ernst Zur Lippe-Biesterfeld in 1840 liet bouwen als familiegraf. Het ontwerp is van de Keulse Dom bouwmeester Ernst Friedrich Zwirner. In 1897 werd er in de buurt van de kloosterruïne een monument opgericht voor Caesarius.

## In Nederlandse vertaling
- Mirakels historisch. De exempels van Caesarius van Heisterbach over Nederland en Nederlanders, vert. Jaap van Moolenbroek, 1999. ISBN 9065500634
- Boek der Mirakelen, vert. G.J.M. Bartelink, vol. I, 2003. ISBN 9058480429
- Boek der Mirakelen, vert. G.J.M. Bartelink, vol. II, 2004. ISBN 905848050X